# Halsgerecht Rhaunen
Rhaunen was een tot de Boven-Rijnse Kreits behorend halsgerecht binnen het Heilige Roomse Rijk.
Rhaunen was het middelpunt van een uitgestrekt halsgerecht dat uit 17 dorpen bestond. Het was in het gemeenschappelijke bezit van het keurvorstendom Trier en het Wild- en Rijngraafschap Salm-Salm. 
In 1797 werd het bij Frankrijk ingelijfd. Door het Congres van Wenen werd het in 1815 bij het koninkrijk Pruisen gevoegd.